# Боньчак, Ежи
Ежи Боньчак (пол. Jerzy Bończak; род. 29 июля 1949) — польский актёр театра, кино, радио и телевидения; также актёр озвучивания и театральный режиссёр.

## Биография
Родился в г. Бежунь (Мазовецкое воеводство Польши). Актёрское образование получил в Театральной академии им. А. Зельверовича в Варшаве, которую окончил в 1971 году. Актёр театров в Ольштыне и Варшаве. Выступает также в спектаклях польского «театра телевидения» (с 1972 года) и «театра Польского радио».

## Избранная фильмография
актёр:
- 1975 — Мазепа / Mazepa
- 1977 — Палас-отель / Palace Hotel
- 1980 — Кармилла / Carmilla
- 1980 — Мишка / Miś
- 1980 — Карьера Никодима Дызмы / Kariera Nikodema Dyzmy
- 1981 — Любовь тебе всё простит / Miłość ci wszystko wybaczy
- 1982 — Великий Шу / Wielki Szu
- 1982 — Отель Полан и его гости / Hotel Polan und seine Gäste
- 1983 — Альтернативы 4 / Alternatywy 4
- 1986 — Путешествие пана Кляксы / Podróże Pana Kleksa
- 1988 — Мастер и Маргарита / Mistrz i Małgorzata
- 1989 — Консул / Konsul
- 1989 — Моджеевская / Modrzejewska
- 1993 — Человек из… / Człowiek z…
- 1995 — Ничего смешного / Nic śmiesznego
- 1996 — История о мастере Твардовском / Dzieje mistrza Twardowskiego
- 1999 — Огнём и мечом / Ogniem i mieczem
- 2005 — Эмилия / Emilia
- 2007 — Тайна секретного шифра / Tajemnica twierdzy szyfrów — немецкий генерал
- 2011 — Варшавская битва. 1920 / 1920 Bitwa Warszawska
- 2012 — Ганс Клосс. Ставка выше, чем смерть / Hans Kloss. Stawka większa niż śmierć

польский дубляж:
- Вэлиант: Пернатый спецназ, Деревенская жизнь, Мулан, Мулан 2, Повелитель страниц и др.

## Признание
- 1986 — Серебряный Крест Заслуги.
- 2001 — Золотой Крест Заслуги.